# Estação Gärdet
A Estação Gärdet é uma das estações do Metropolitano de Estocolmo.                                                                            
Está situada no bairro de Gärdet.
Faz parte da Linha Vermelha, e está localizada entre as estações de Karlaplan e Ropsten.

Foi inaugurada em 2 de setembro de 1967. 
Atende o bairro de Gärdet, na comuna de Estocolmo.

| Oeste ou norte                     |  |              |  | Leste ou Sul               |
| ---------------------------------- |  | ------------ |  | -------------------------- |
| Ropsten metro station (en) término |  | Line 13 (en) |  | Karlaplan sentido Norsborg |
| editar no Wikidata                 |  |              |  |                            |